# Antonio Ignacio Velasco García
Antonio Ignacio Velasco García S.D.B., venezuelski rimskokatoliški duhovnik, škof in kardinal, * 17. januar 1929, Acarigua, † 6. julij 2003, Caracas.

## Življenjepis
17. decembra 1955 je prejel duhovniško posvečenje.
23. oktobra 1989 je bil imenovan za apostolskega vikarja Puerto Ayacucha in za naslovnega škofa Utimmire; 6. januarja 1990 je prejel škofovsko posvečenje in 27. januarja istega leta je bil ustoličen kot vikar.
27. maja 1995 je bil imenovan za nadškofa Caracasa in 14. julija istega leta je bil ustoličen.
21. februarja 2001 je bil povzdignjen v kardinala in imenovan za kardinal-duhovnika S. Maria Domenica Mazzarello.